# Helge Hedberg
Hans Helge Hedberg, född 9 april 1907 i Grängesbergs församling, död 13 oktober 1987 i Bonita Springs, Florida, USA, var en svensk friidrottare (stående längdhopp).
Hedberg tävlade för Landskronaklubben GF Idrott och vann SM i stående längdhopp år 1924. Senare samma år emigrerade han till Amerika.